# Three Lakes (Míchigan)
Three Lakes es un lugar designado por el censo ubicado en el condado de Baraga en el estado estadounidense de Míchigan. En el Censo de 2020 tenía una población de 167 habitantes y una densidad poblacional de 8,21 habitantes por km². Fue incluido como CDP en el censo de 2020. 

## Geografía
Three Lakes se encuentra ubicado en las coordenadas 46°33′16″N 88°12′04″O / 46.55444, -88.20111.  Según la Oficina del Censo de los Estados Unidos,  tiene una superficie total de 20,33 km², de la cual 15,52 km² corresponden a tierra firme y 4,81 km² a agua.